# Renca (Argentina)
Renca es una localidad del departamento Chacabuco, provincia de San Luis, Argentina.
Se encuentra a 152 km al nordeste de la capital provincial, por RP 20 hasta La Toma, y luego por RN 148, y a 71 km de Villa de Merlo.

## Toponimia
A Renca se le atribuye (como a la Renca chilena) un nombre de origen mapuche: "hierba andina" de flores amarillas, y tallos siempreverdes; aunque los mapuches nunca fueron importantes en la zona, el topónimo se explica porque la palabra renca ha pasado al español chileno y la localidad era muy visitada por viajeros procedentes de Chile. 

## Historia
El pueblo indígena que habitaba la zona hacia el siglo XVI (llegada de los españoles) sería comechingón y habría llevado los nombres de Lasta Caucara o Lasta Concara (ver Concarán).
Es uno de los poblados más antiguos de la provincia de San Luis. Sitio de privilegio, por el honor de los tres granaderos renquenses (de los quince abatidos en combate) durante la batalla de San Lorenzo.
Fue el lugar de nacimiento y residencia de varios gobernadores puntanos, como los hermanos José Lucas Ortiz y José Santos Ortiz, y los hermanos Eriberto Mendoza y Gerónimo Rafael Mendoza. También se encuentran los restos del gobernador Pablo Lucero quien nació en Renca hacia 1799 y gobernó la provincia durante 13 años, murió a fines de agosto de 1856 y enterrado en la iglesia de Renca el 12 de septiembre de 1856.
Durante la Guerra de Independencia Argentina, y especialmente entre 1817 — 1824 fue uno de los lugares en que los patriotas confinaron a los prisioneros del bando realista.
La modesta iglesia atrae anualmente, los 3 de mayo, a millares de peregrinos (inclusive chilenos) y promesantes a la Festividad en honor del "Señor de Renca" y de la "Virgen del Cristo Yacente". Es desde el siglo XVIII, centro religioso sanluiseño.
En 1834 es importante la defensa de la población gaucha ante los ranqueles que avanzaban al mando del cacique Yanquetruz, el malón entra en Renca. Los vecinos ponen a salvo de los ranqueles la imagen en "Las Lagunas" y luego traen el Señor de Renca a su capilla.
Hasta 1934 Renca fue cabecera del departamento Chacabuco.

## Geografía

### Población
Contó con 178 habitantes (Indec, 2010), lo que representó un incremento del 6% frente a los 168 habitantes (Indec, 2001) del censo anterior.
Según el censo 2022 la población total de la Comisión municipal fue de 315 personas. En tanto, el número de viviendas registradas fue de 158.
| Gráfica de evolución demográfica de Renca entre 1869 y 2022 |
|                                                             |
| Fuente: Censos nacionales del INDEC                         |

### Hidrografía
El río Conlara nace en las sierras de San Luis y posee como afluentes a los arroyos "Luluara" y "Chuntusa". Este río, de sur a norte, llega hasta Las Cañadas, para volverse subterráneo. Es de cauce muy ancho y vadeable, sufre captación de sus aguas por muchos canales de riego, o los canales que se encuentran en la ciudad de Concarán.

### Balneario
- Balneario La Renca, RP 40